# Piciorul cerebral
Piciorul cerebral (Crus cerebri) sau piciorul peduncular, piciorul  pedunculului cerebral, piciorul mezencefalului, baza pedunculară, baza mezencefalului, baza pedunculului cerebral (Basis pedunculi cerebri) este un fascicul masiv de fibre nervoase corticofugale care trec longitudinal pe suprafața ventrală a mezencefalului de fiecare parte a liniei mediane și formează partea anterioară a pedunculilor cerebrali; el este format din fibre corticospinale, corticonucleare, corticopontine, parietotemporopontine și frontopontine care coboară de la cortexul cerebral și se termină în tegmentul trunchiului cerebral, substanța cenușie a punții și măduva spinării.

## Imagini suplimentare

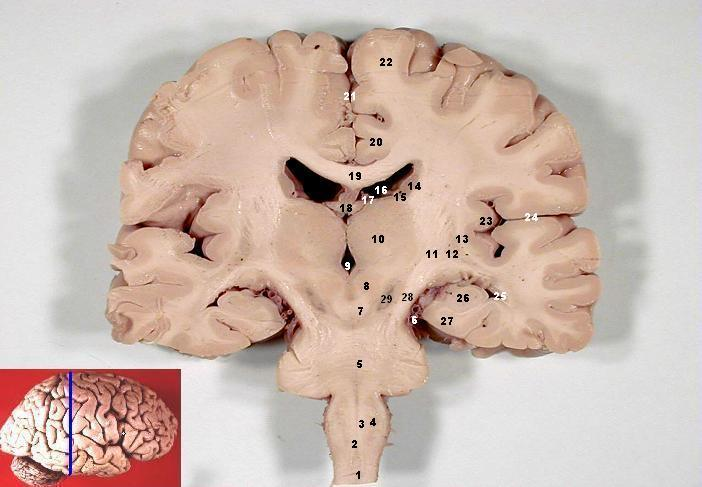
Secțiune frontală (coronală) a creierului uman